# Cehliwka
Cehliwka (ukr. Цеглівка) – przystanek kolejowy w miejscowości Tyjhłasz, w rejonie użhorodzkim, w obwodzie zakarpackim, na Ukrainie. Położony jest na linii Sambor – Czop.